# Організація Корпусу морської піхоти США
Організація Корпусу морської піхоти США — організаційна структура Корпусу морської піхоти США з переліком органів військового управління, військових формувань, навчальних закладів, установ та організацій, що входять до його складу. Корпус морської піхоти перебуває в підпорядкуванні Департаменту ВМС, яким керує Міністр ВМС. Очільником морської піхоти є комендант Корпусу морської піхоти, який відповідає за організацію, набір, навчання та оснащення Корпусу морської піхоти, з метою його повної готовності до виконання визначених завдань і застосування за призначенням у складі Об'єднаних Командувань Збройних сил США. Корпус морської піхоти складається з чотирьох основних компонентів: штабу Корпусу морської піхоти, Оперативних сил, Допоміжного складу та Резерву Корпусу морської піхоти.

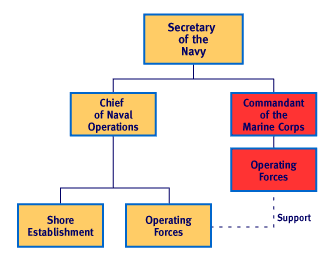
Схема організації міністерства військово-морських сил з Корпусом морської піхоти США

Емблема Корпусу морської піхоти США

Оперативні сили морської піхоти далі поділяються на три категорії: сили морської піхоти, визначені до складу Об'єднаного бойового командування, сили безпеки Корпусу морської піхоти, які охороняють морські об'єкти, і загони охорони морської піхоти при американських посольствах. Відповідно до меморандуму «Сили для об'єднаних командувань», сили морської піхоти призначаються до кожного з регіональних Об'єднаних бойових командувань за рішенням міністра оборони та за погодженням з президентом. З 1991 року Корпус морської піхоти має штаби компонентів у кожному з регіональних Об'єднаних бойових командувань.
Сили Корпусу морської піхоти далі поділяються на Командування сил Корпусу морської піхоти (складається з II експедиційного корпусу морської піхоти) і тихоокеанських сил морської піхоти (I та III експедиційних корпусів морської піхоти). Командир першого також виконує обов'язки командувача морської піхоти на Атлантичному океані, сил Корпусу морської піхоти в Європі, сил Корпусу морської піхоти, Півдня, стратегічних сил Корпусу морської піхоти і угруповання інсталяцій Корпусу морської піхоти на Сході; в той час як останній служить командувачем морських сил флоту, Тихоокеанського регіону, центрального командування морських сил і угруповання інсталяцій Корпусу морської піхоти на Заході.
До складу Допоміжного підрозділу входять Командування бойового розвитку, Рекрутські резерви, Логістичне командування Корпусу морської піхоти, бази та авіаційні станції, Рекрутінгове Командування Корпусу морської піхоти та Оркестр морської піхоти США.
Основною організаційно-штатною структурою для розгортання підрозділів морської піхоти є Повітряно-наземна оперативна група морської піхоти (англ. Marine air–ground task force; MAGTF), модульна структура, яка може змінюватися за розміром та комплектом сил і засобів у залежності від завдання, до виконання якого її розгортають. MAGTF складається з чотирьох елементів: командного елемента (CE), наземного бойового елемента (GCE), авіаційного бойового елемента (ACE) та логістичного бойового елемента (LCE). MAGTF може діяти самостійно або як частина більшого угруповання військ (сил). Це тимчасова організація після завершення виконання визначеної місії розформовується.
Розмір MAGTF варіюється від найменшого — експедиційного загону морської піхоти (MEU), що базується на базі посиленого батальйону морської піхоти та зведеної ескадрильї, до найбільшого — експедиційного корпусу морської піхоти (MEF), які об'єднують дивізію, авіакрило та групу логістики під керівництвом штабної групи MEF.
Три експедиційні корпуси морської піхоти:
- I експедиційний корпус морської піхоти, розташовані в Кемп-Пендлтон, Каліфорнія
- II експедиційний корпус морської піхоти, розташовані в Кемп-Леджейн, Північна Кароліна
- III експедиційний корпус морської піхоти, розташовані в Кемп-Кортні, у складі бази «Смедлі-Батлер», Окінава, Японія.

### Експедиційний загін морської піхоти (MEU)
Кожний з семи бойових експедиційних загонів морської піхоти (MEU), що перебуває у складі Корпусу, є компонентою Морської піхоти Флоту: три входять до складу Атлантичного флоту (базується в Кемп-Лежен) і чотири до Тихоокеанського флоту (три базуються в Кемп-Пендлтон і один на Окінаві). Кожний загін очолює полковник з досвідом бойових дій, тобто морський піхотинець або бойовий льотчик. Компоненти MEU складаються з командного елементу, наземного бойового елементу, авіаційного бойового елементу та логістичного бойового елементу, які очолює підполковник. Ротації MEU розподілені таким чином, що поки один MEU перебуває на розгортанні, інший готується до розгортання, а третій перебуває на стадії відновлення боєздатності, модернізації, доукомплектування тощо. Кожний експедиційний загін проходить повний цикл тренування в контексті підготовки до виконання завдань спеціальних операцій, а потім позначається як MEU(SOC) (здатний до участі у спеціальних операціях).
Зазвичай, MEU переходить під оперативне керівництво, але більше не розгортається як частина Експедиційної ударної групи (англ. Expeditionary Strike Group; ESG) (яка замінила Десантну групу готовності). Ця група складається з десантних кораблів ВМС (класу «L») (LHD або LHA, що служать флагманом Амфібійної ескадри, LSD та LPD, на які завантажені особовий склад і техніка MEU), ескортних кораблів (таких як есмінець класу «Арлі Берк», крейсер класу «Тікондерога» та підводний човен класу «Лос Анджелес») та необхідних десантно-висадкових транспортних засобів для доставки людей і техніки MEU на берег, таких як LCAC, десантні катери класу LCU, амфібійна штурмова машина (хоча MEU може використовувати свої вертолітні транспортні засоби, що знаходяться на борту LHD або LHA). Керівник компоненти на театрі воєнних дій може використовувати ESG повністю або по підрозділах за потреби, хоча MEU зазвичай залишається на борту кораблів ESG, щоб використовувати її як свою головну базу при проведенні операцій. Ця здатність залишатися в морі та «за горизонтом» до виклику є унікальною спроможністю ESG/MEU.